# Sierra del Cid
La Sierra del Cid (en valenciano, Serra del Sit) es una formación montañosa de la provincia de Alicante, España, situada entre los municipios de Petrel, Novelda,  Monforte del Cid y Agost,  ocupando una extensión aproximada de 51 km². Forma parte del Paisaje protegido de la Sierra del Cid y del Maigmó, junto a otros municipios.

## Orografía
A grandes rasgos, se puede decir que conforma un macizo con cumbre horizontal, en cuyos extremos encontramos las dos cimas de la sierra: la "Silla del Cid" , que tiene la forma de una silla de montar a caballo, de (1147 m*), y "Cumbre del Cid" (1104 m*). La cara norte es muy escarpada, con paredes y riscos.

## Leyenda popular
La leyenda popular atribuye que, estando Rodrigo Díaz de Vivar, el Cid Campeador, a lomos de Babieca, y viéndose amenazado por los musulmanes en lo más alto de la montaña de la Sierra del Caballo, picó espuelas a su caballo y se lanzó en un fantástico e imposible salto al vacío, surcando Babieca los cielos del valle y tomando tierra a muchos kilómetros de la montaña. Dio tan fuerte golpe con uno de sus cascos en la roca, que allí quedó impresa siempre su huella.
Esta leyenda y la coincidencia del apodo de Cid atribuido al insigne caballero, que también tiene su origen en la palabra árabe "Sidi", ha otorgado cierta confusión al origen del topónimo, aunque el origen del antropónimo y el topónimo tienen significados totalmente diferentes.

## Etimología
Hay varias versiones en cuanto al origen del topónimo "Cid". Una es la ya nombrada, de creencia popular, que haría referencia a la figura de el Cid Campeador. Otra, documentada, dice que el nombre hace referencia a la palabra arábiga Sidi que significa señor, y que por tanto vendría a significar Sierra del Señor. No obstante, el apodo de Cid atribuido al insigne caballero, también tiene su origen en esa palabra árabe, al ser conocido en sus inicios como el Çidi Campeador, con lo que ambas teorías estarían interrelacionadas.[cita requerida]

## Clima
La sierra tiene zonas más secas y zonas más húmedas. Así pues, la zona que da al valle, es una zona más de solana, más árida y agreste. Mientras, la zona de umbría, la que conecta con las estribaciones de la Sierra del Maigmó, es una zona mucho más verde y húmeda, con profundos bosques de pinares. 

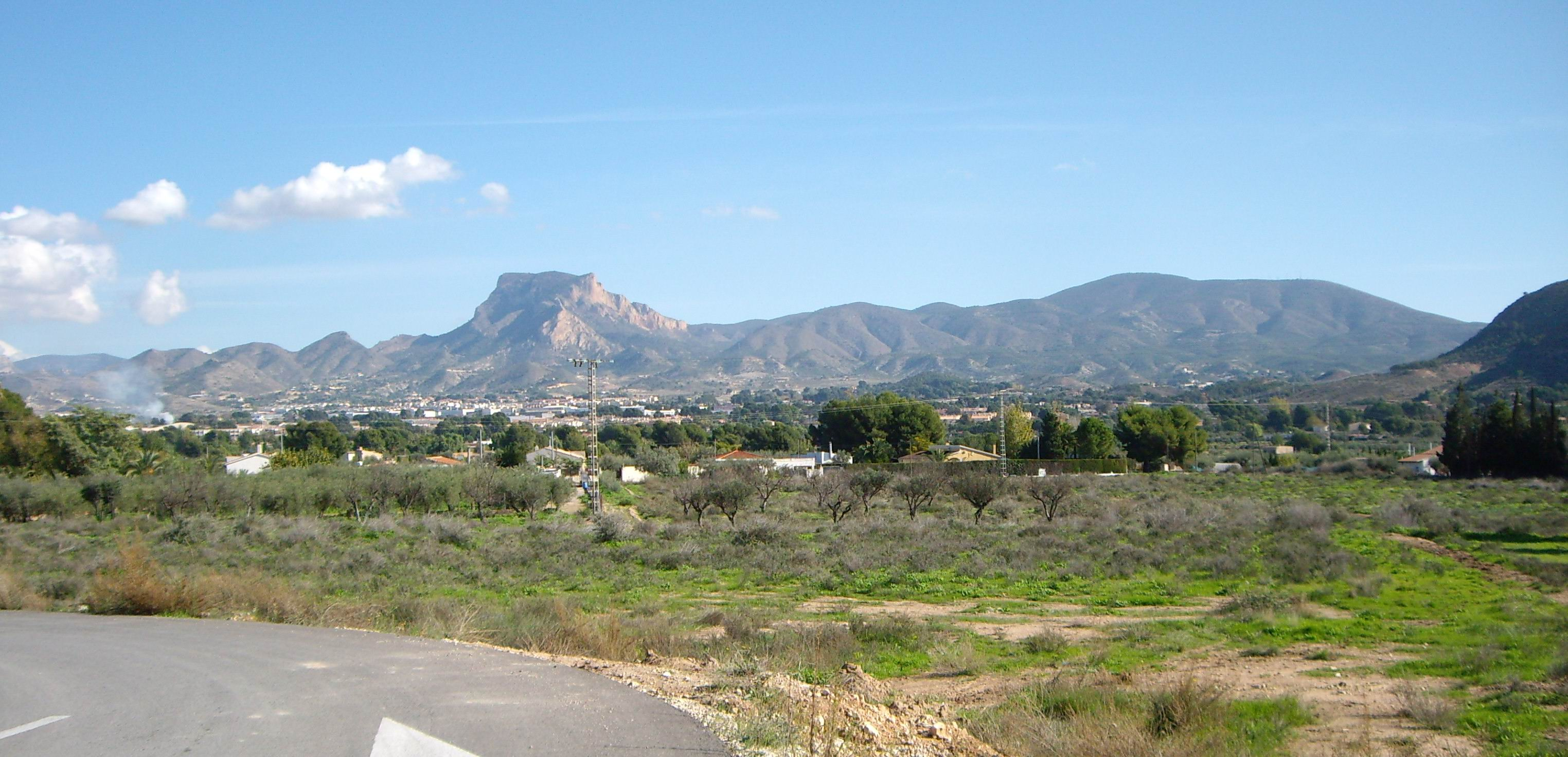
Sierra del Cid desde el campo de Elda

En los inviernos, es muy común ver nieve en las cumbres del Cid, siendo una típica estampa invernal en todo el Valle del Vinalopó. En invierno la temperatura media de las mínimas es de -12 °C, siendo la mínima absoluta de -28 °C. La máxima alcanzada en la cima fue de 39 °C.

## Hidrografía
De la sierra parten numerosas ramblas, unas que desaguan en el Vinalopó, y otras que se dirigen dirección sur y desembocan en la Rambla de las Ovejas. En épocas húmedas es normal encontrar pequeños arroyos y nacimientos de agua que brotan en algunos puntos de la sierra y sus inmediaciones, tales como el Rincón Bello, Rabosa o el Chorret de Catí.
- Fuente: Instituto Geográfico Nacional

## Flora y fauna
La Sierra del Cid, como el resto de montañas de la comarca, vivió una profunda deforestación durante los siglos XIX y XX influida por el clima árido de la zona y un excesivo aprovechamiento para la obtención de leña, pastos y cultivos de secano. No obstante, durante las últimas décadas la masa forestal ha ido creciendo exponencialmente, gracias a un cambio de tendencia social que ha propiciado tanto repoblaciones como el cese de talas y el abandono de cultivos de almendro que propicia que el bosque recupere terrenos por sí mismo.
De este modo, presenta una vegetación mediterránea típica. El árbol principal es el pino carrasco (Pinus halepensis), que forma grandes y profundos bosques en la zona de umbría, hacia la sierra del Maigmó. Abunda la coscoja, el esparto, el madroño, el tomillo, el romero y el espino negro (Rhamnus oleoides), así como todo tipo de plantas aromáticas típicas de la zona.
Entre los mamíferos, además del omnipresente conejo (Oryctolagus cuniculus), cabe destacar el jabalí (Sus scrofa) y las recientemente introducidas poblaciones de arruí (Ammotragus lervia) y muflón (Ovis musimon). Entre las aves, son muy comunes la perdiz, algunas especies de águila o el chova piquirroja.

## Cultura
Los valles de Elda y el Vinalopó, desde donde se contempla la Sierra del Cid, están incluidos en la ruta Camino del Cid. Se trata de un itinerario de largo recorrido que discurre entre Vivar del Cid, en Burgos, hasta la ciudad de Orihuela, en Alicante. El recorrido, que tiene versión de carretera o de sendero a pie, trata de recorrer los lugares por los que pasó el mítico caballero durante el medievo, así como los lugares de las gestas recogidas en el Cantar de Mío Cid.